# Rieu Vergnet
Le Rieu Vergnet est une rivière du sud de la France, dans le département du Tarn en région Occitanie. C'est un affluent direct du Tarn en rive droite, donc un sous-affluent de la Garonne.

## Géographie
De 11,4 km de longueur, le Rieu Vergnet prend sa source commune de Parisot et se jette dans le Tarn en rive droite à Couffouleux.

### Communes et cantons traversés
- Tarn : Parisot, Loupiac, Giroussens, Coufouleux, Rabastens.

## Principaux affluents
- Riou Blanc : 2,3 km
- Ruisseau de Minique : 1,6 km